# Vedi alla voce: amore
Vedi alla voce: amore (titolo originale עיין ערך: אהבה / Ayen erekh—-ahavah) è il secondo romanzo dello scrittore israeliano David Grossman, uscito in originale nel 1986, in Italia nel 1988 edito da Arnoldo Mondadori Editore. Divisa in quattro sezioni, l'opera affronta il tema della memoria della shoah dapprima dal punto di vista di un bambino israeliano di prima generazione, quindi attraverso la narrazione fantastica di quello stesso bambino, una volta cresciuto e divenuto adulto e scrittore.
Dal primo capitolo del libro nel 1994 fu tratto uno spettacolo teatrale per attore unico intitolato Momik. Nel 1999 fu creato uno spettacolo teatrale basato sul romanzo per il Traveling Jewish Theater, adattamento di Corey Fischer. 

## Trama
L'inaspettato arrivo di nonno Wasserman dal manicomio non sembra un evento particolarmente fausto per la famiglia Neuman, nel quartiere di Bet Mazmil a Gerusalemme. Il minuscolo botteghino del lotto gestito dai genitori di Momik non va decisamente bene, ed una bocca in più da sfamare è un serio problema. Ma al giovane sembra proprio l'aiuto di cui necessitava nella sua battaglia per salvare gli adulti dalla minaccia incombente. Non che abbia capito ancora quale sia con precisione, sono molti i misteri da risolvere: cosa sono quei numeri che molti hanno sul braccio, e che non vengono via? Perché tutti sembrano aver paura di parlare di Quel Paese Lì? E come è fatta una Belva Nazista? Quanta probabilità ha di vederla uscire da uno degli animali che tiene chiusi apposta in cantina? Certo non è semplice districarsi tra i molti indizi che Momik raccoglie nel suo Quaderno di Spionaggio, la speranza è che nelle farneticazioni del nonno, che col tempo sembrano acquistare un senso più definito, ci sia la traccia giusta. Ma è nei libri della biblioteca che trova quello che gli serviva, e il quadro si compone gradualmente ai suoi occhi: l'esca per stanare la belva nazista è l'ebreo. Dopo aver provato senza successo con sé stesso e con il nonno, in un ultimo tentativo Momik attira nello scantinato i vecchi del quartiere, ottenendo ancora una volta un risultato diverso da quanto atteso.
Bruno è fuggito dal ghetto sfidando le proibizioni degli occupanti nazisti per andare a Danzica a vedere un quadro di Edvard Munch che racchiude un tassello di quanto lui sta raccogliendo. Ma dopo essere stato buttato fuori dalla galleria d'arte la sua fuga sembra giunta al capolinea, e decide quindi di affidarsi al mare. Questo è ciò che ha stabilito Momik, che oramai adulto, scrittore e disegnatore come fu Bruno Schulz, è rimasto folgorato dai libri di quell'ebreo che per la storia è morto assassinato nel ghetto di Drohobycz. Ma non può essere andata così, Momik ne è certo, e a confermarglielo è il mare stesso, che in veste femminile gli racconta il seguito delle peripezie di Bruno: accolto per sua decisione in un branco di salmoni, ne ha condiviso a lungo la sorte, vagando nelle acque fredde dei mari del nord. La notizia non basta però a far uscire Momik dalle ossessioni che ne condizionano il lavoro e la vita privata, impedendogli di completare il racconto sulla storia di Nonno Anshel, più volte cominciato e sempre abbandonato. Tocca alla moglie e all'ex amante imporgli l'isolamento forzato di cui necessita per portare una volta per tutte a termine l'opera. Un nuovo incontro con il mare mette Momik di fronte al ricordo del misterioso libro che Bruno stava scrivendo, ed è l'autore stesso a rivelargliene il grandioso messaggio, di cui però egli non si sente pronto a raccogliere la sfida, preferendogli il mondo che conosce.
Il prigioniero Anshel Wasserman sembra incapace di morire, affronto che il preciso meccanismo di distruzione di un campo di sterminio nazista non può certo tollerare. Dopo tre fallimenti consecutivi, anche il comandante del campo è costretto con disappunto a rassegnarsi all'evidenza. Ma quando scopre di avere davanti l'autore delle storie che da bambino lo facevano sognare, Herr Neigel decide di stringere con lui un patto, una versione rovesciata di quello tra Shahrazād ed il re. Visto che l'unico desiderio a cui il prigioniero sembra interessato è la fine delle sue sofferenze terrene, dovrà scrivere una storia e ad ogni sera, se la troverà soddisfacente, il comandante del campo proverà nuovamente ad ucciderlo. Un accordo destinato a venire spazzato via dalla storia stessa, perché se Anshel Wasserman non ha più nulla da chiedere alla vita, ha ancora un conto aperto con il proprio passato di mediocre scrittore. Il suo racconto finisce così per assorbire anche la storia di cui dovrebbe esser parte, imponendosi allo stesso Momik, costretto ad assistere impotente ad un confronto sempre più serrato tra prigioniero ed aguzzino. E quando compare anche il neonato a suo tempo annunciato, all'autore non resta che rassegnarsi alla sua presenza, capace di sconvolgere anche il sempre controllato obersturmbannführer] Neigel. Perché Kasik, questo il nome dell'infante, si rivela affetto da una patologia unica: il suo sviluppo è accelerato a ritmi inverosimili, concentrando la sua intera esistenza in 24 ore di vita.
Perso completamente il controllo della storia, Momik decide di dargli una forma altrettanto anomala, ed è dunque attraverso un compendio di voci in forma enciclopedica che viene descritta la breve ma intensa parabola della vita di Kasik. Che, malgrado l'aiuto di una serie di personaggi dotati di poteri singolari, termina con la desolante presa di coscienza di una sconfitta senza attenuanti, rendendo inevitabile la scelta del suicidio. Un destino condiviso dal comandante del campo, intrappolato da una bugia e da quella storia inesorabile in cui è finito per venire risucchiato, non lasciandogli via d'uscita.

## Critica
Il libro ha raccolto giudizi molto lusinghieri, diventando l'opera più conosciuta ed apprezzata dell'autore. In particolare a colpire favorevolmente i critici furono la visionarietà e l'intensità della scrittura, che, malgrado alcuni passaggi meno riusciti, suggerirono ad alcuni paragoni con i maggiori esponenti del realismo magico, imponendo l'autore tra i grandi narratori israeliani moderni.  

## Edizioni
- David Grossman, Vedi alla voce: amore, traduzione di Gaio Sciloni, 1ª ed., Arnoldo Mondadori Editore, febbraio 1990  [1986], ISBN 88-04-33132-1.